# Pachydrus princeps
Pachydrus princeps är en skalbaggsart som först beskrevs av Willis Blatchley 1914.  Pachydrus princeps ingår i släktet Pachydrus och familjen dykare. Inga underarter finns listade i Catalogue of Life.